# Cecoslovacchia ai Giochi della XXV Olimpiade
La Cecoslovacchia partecipò ai Giochi della XXV Olimpiade, svoltisi a Barcellona, Spagna, dal 25 luglio al 9 agosto 1992, con una delegazione di 208 atleti impegnati in venticinque discipline.

## Risultati

### Pallanuoto
| Atleta | Classifica |                           |
| --- | --- | ------------------------- |
| V · D · M Nazionale maschile cecoslovacca di pallanuoto · Giochi olimpici - Barcellona 1992 1 Kmeťo · 2 Vidumanský · 3 Bundschuh · 4 Lukáč · 5 Poláčik · 6 Borsig · 7 Horňák · 8 Balúch · 9 Dindžík · 10 Bačík · 11 Veszelits · 12 Jančich · 13 Iždinský · CT : Rudolf Štofan | 12° |                           |
| Nazionale maschile cecoslovacca di pallanuoto · Giochi olimpici - Barcellona 1992 | |                           |
| 1 Kmeťo · 2 Vidumanský · 3 Bundschuh · 4 Lukáč · 5 Poláčik · 6 Borsig · 7 Horňák · 8 Balúch · 9 Dindžík · 10 Bačík · 11 Veszelits · 12 Jančich · 13 Iždinský · CT: Rudolf Štofan                                                                                              | 1 Kmeťo · 2 Vidumanský · 3 Bundschuh · 4 Lukáč · 5 Poláčik · 6 Borsig · 7 Horňák · 8 Balúch · 9 Dindžík · 10 Bačík · 11 Veszelits · 12 Jančich · 13 Iždinský · CT: Rudolf Štofan | Cecoslovacchia (bandiera) |